# DM004SH
DM004SHはシャープが製造し、ディズニー・モバイルが販売する携帯電話端末である。

## 概要
- DM004SHは、ディズニー・モバイルが発売した4号機端末。サブディスプレイ周辺のデザインが丸いことが特徴的。
- また、831SHはのサブディスプレイ周辺のデザインが正方形なので、端末の機能がほぼ同じでも、外見では大きく異なる。

### その他
2009年11月5日に、新たに2色を追加して展開することを発表した。

## 主な機能・サービス
- Bluetooth非対応

| 主な対応サービス         | 主な対応サービス       | 主な対応サービス     | 主な対応サービス |
| ------------------------ | ---------------------- | -------------------- | ---------------- |
| S!一斉トーク             | S!ともだち状況         | Yahoo!mocoa          |                  |
| S!ループ                 | S!タウン               | S!速報ニュース       |                  |
| PCサイトブラウザ         | 電子コミック           | S!アプリ             |                  |
| 着うたフル／着うた       | デコレメール           | S!電話帳バックアップ |                  |
| S!FeliCa                 | S!ミュージックコネクト | S!GPSナビ            |                  |
| コンテンツおすすめメール | TVコール               | 国際ローミング       |                  |
| ワンセグ                 | 3G ハイスピード        | S!おなじみ操作       |                  |